# Hrabstwo St. Clair (Missouri)
Hrabstwo St. Clair (ang. St. Clair County) – hrabstwo w stanie Missouri w Stanach Zjednoczonych. Obszar całkowity hrabstwa obejmuje powierzchnię 701,90 mil2 (1 818 km²). Według danych z 2010 r. hrabstwo miało 9 805 mieszkańców. Hrabstwo powstało w 1841 roku i nosi imię Arthura St. Claira - gubernatora Terytorium Północno Wschodniego.

## Sąsiednie hrabstwa
- Hrabstwo Henry (północ)
- Hrabstwo Benton (północny wschód)
- Hrabstwo Hickory (wschód)
- Hrabstwo Polk (południowy wschód)
- Hrabstwo Cedar (południe)
- Hrabstwo Vernon (południowy zachód)
- Hrabstwo Bates (północny zachód)

## Miasta
- Appleton City
- Lowry City
- Osceola

## Wioski
- Collins
- Gerster
- Roscoe
- Vista